# Napa County Airport
Napa County Airport (IATA: APC, ICAO: KAPC) is een kleine openbare luchthaven in Napa County, in de Amerikaanse staat Californië. De luchthaven ligt tussen Napa en Vallejo, aan de noordoostrand van het Napa Sonoma-moeras.
Er zijn drie startbanen. Elk jaar landen of stijgen er zo'n 122.000 vluchten op (cijfers 2008).